# Olena Pidhruschna
Olena Mychajliwna Pidhruschna (ukrainisch Оле́на Миха́йлівна Підгру́шна; russisch Елена Михайловна Подгрушная; englisch Olena Pidhrushna); von 2021 bis 2024 verheiratete Bilossjuk (ukrainisch Оле́на Миха́йлівна Білосюк; russisch Елена Михайловна Билосюк; englisch Olena Bilosiuk) (* 9. Januar 1987 in Legnica, Polen) ist eine ukrainische Biathletin und ehemalige Politikerin.

## Werdegang
Olena Pidhruschna war bereits eine erfolgreiche Juniorensportlerin. Ihr erstes internationales Großereignis waren die Juniorenweltmeisterschaften 2004 im Sommerbiathlon in Osrblie. Dort war Platz zwölf im Sprint bestes Ergebnis. Im folgenden Winter trat sie bei den Juniorenweltmeisterschaften in Kontiolahti an, wo ein zwölfter Platz im Einzel bestes Ergebnis war. 2005 trat sie zudem erneut bei den Sommer-Weltmeisterschaften der Junioren, dieses Mal in Muonio, an und gewann dort Gold mit der Staffel. Hinzu kam Platz elf im Sprint, acht in der Verfolgung und vier im Massenstart. Ein Jahr später gewann sie in Presque Isle Bronze im Einzel der Winter-WM der Junioren. Bei den Junioreneuropameisterschaften 2006 in Langdorf verpasste Pidhruschna als Vierte mit der Staffel einen weiteren Medaillengewinn. Auch die Sommer-Weltmeisterschaften verlief mit dem Gewinn der Silbermedaille in der Verfolgung nach einem fünften Platz im Sprint erneut positiv. Keine Medaille, aber gute Ergebnisse brachten auch die Juniorenweltmeisterschaften 2007 in Martell. Bestes Ergebnis war der sechste Rang im Sprint. Silber gewann die Ukrainerin mit ihrer Staffel bei den Junioreneuropameisterschaften 2007 in Bansko. Als Vierte im Sprint verpasste sie eine weitere Medaille und wurde Fünfte in Verfolgung und im Einzel. Auch bei der Sommer-Weltmeisterschaften der Junioren in Otepää gewann sie Silber im Sprint und Bronze in der Verfolgung. Ihre letzten Juniorenweltmeisterschaften in Ruhpolding verlief weniger erfolgreich als die vorherigen. Besser verliefen die letzten Junioreneuropameisterschaften in Nové Město na Moravě, wo Pidhruschna Vierte mit der Staffel und im Sprint wurde sowie Siebte im Einzel und Elfte in der Verfolgung.

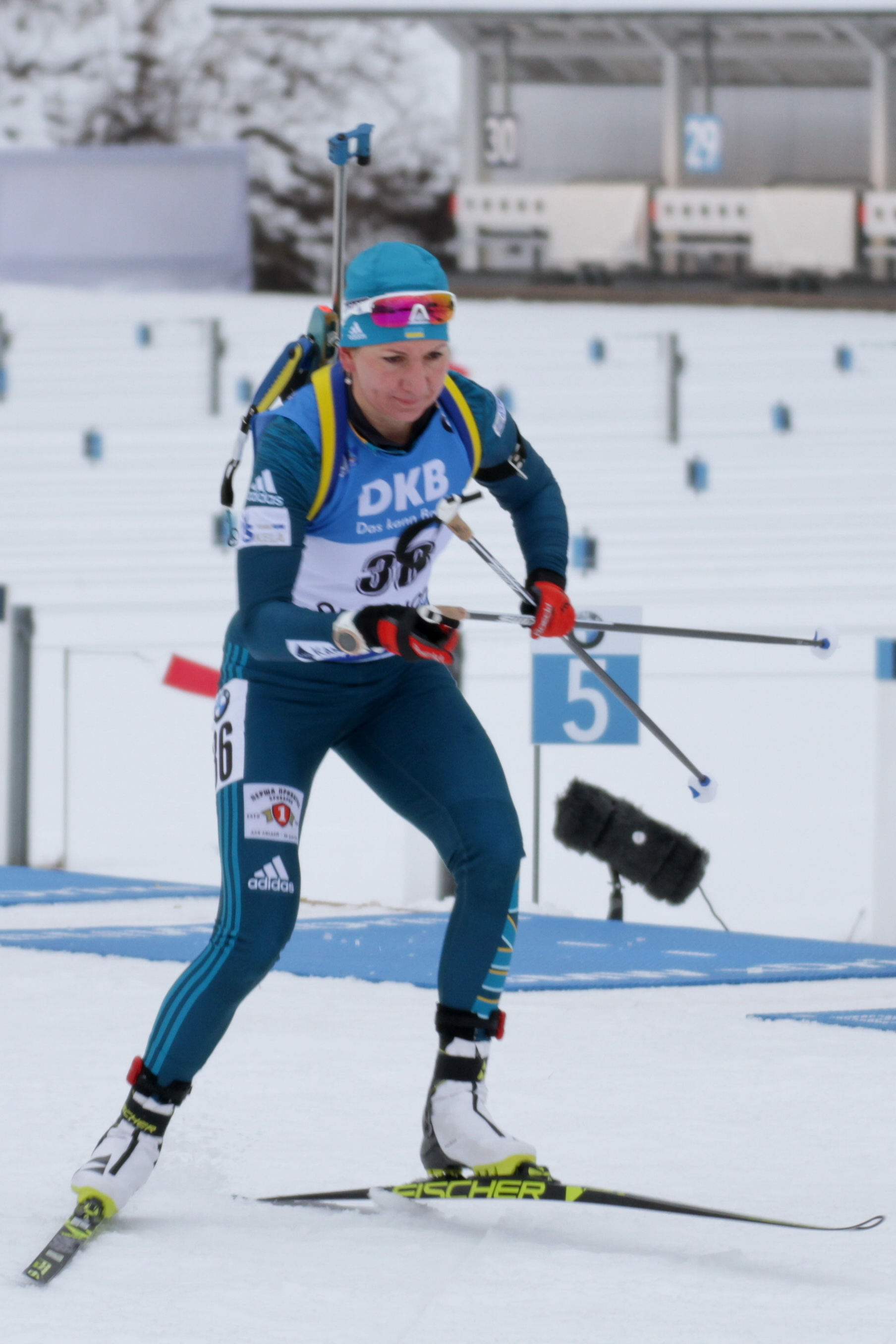
Pidhruschna im Januar 2018 beim Weltcup in Oberhof

Ihr Debüt im Erwachsenenbereich gab Pidhruschna 2005 im Biathlon-Europacup. Bei ihrem ersten Rennen, einem Sprint in Windischgarsten, wurde sie 18. Zum ersten Mal im Biathlon-Weltcup trat die Ukrainerin 2007 in Lahti an, wo sie Platz 44 im Sprint und 45 in der Verfolgung belegte. Erste Weltcuppunkte gewann sie als 29. im Einzel zum Auftakt der Saison 2008/09 in Östersund. Ihren ersten Weltcupsieg konnte sie 2009 in Oberhof mit der ukrainischen Staffel feiern. Die erste Top-Ten-Platzierung schaffte Olena Pidhruschna mit Platz zehn im Einzel beim Weltcupauftakt 2009 in Östersund. Ihre bislang beste Weltcup-Platzierung ist Rang sieben, ebenfalls in Östersund erreicht, im Sprintrennen. 2009 gewann sie mit der ukrainischen Staffel die Europameisterschaft, 2010 wurde sie wieder mit der Staffel Vizeeuropameisterin. Olena Pidhruschna nahm an den Olympischen Winterspielen 2010 teil. Ihr bestes Einzelresultat war der zwölfte Platz im Massenstart. Mit der Staffel belegte sie Rang sechs. Zum Auftakt des Weltcups 2012/13 in Östersund konnte sich Olena Pidhruschna erstmals auf dem Podium des Biathlon-Weltcups präsentieren. Im Sprint belegte sie den zweiten Platz. Diesen Erfolg wiederholte sie im weiteren Verlauf der Saison bei einem Verfolgungsrennen hinter Tora Berger in Antholz. Mit sechs Top-Ten-Resultaten in 14 Rennen, Rang 33 als schlechtestem Ergebnis und Rang acht in der Gesamtwertung war sie zu der Zeit beste Biathletin ihres Landes. In Oberhof gewann sie an der Seite von Julija Dschyma, Valj und Vita Semerenko zudem erneut ein Rennen mit der Staffel, in Hochfilzen mussten sie sich zuvor nur Norwegen geschlagen geben. Ihr erster Einzelsieg gelang ihr bei den Biathlon-Weltmeisterschaften 2013, als sie vor Tora Berger die Goldmedaille im Sprint gewann und anschließend noch Bronze im Verfolgungsrennen und Silber mit der ukrainischen Staffel holte.
Bei den Olympischen Spielen 2014 gewann sie mit der ukrainischen Staffel die Goldmedaille.
Im Zuge der Umbrüche in der Ukraine wurde Pidhruschna im Frühjahr 2014 zur stellvertretenden Ministerin für Kultur und Sport der Ukraine berufen.
Bereits ein Jahr später, zur Saison 2015/16, kehrte sie in den Biathlon-Weltcup zurück. Mit zwei dritten Plätzen im Einzelrennen über 15 km und im Sprint erreichte sie bereits beim ersten Weltcup des Winters im schwedischen Östersund die Podiumsplatzierungen. Es folgten viele weitere Top-10-Platzierungen sowie beim Sprint im kanadischen Canmore ihr zweiter Einzelsieg. In Staffelrennen erreichte sie mit der ukrainischen Mannschaft im Saisonverlauf einen ersten, einen zweiten, einen dritten und einen neunten Platz. Die Mannschaft ging als Führende im Staffelweltcup bei den Biathlon-Weltmeisterschaften 2016 in Oslo ins Rennen, nach einer Strafrunde durch Pidhruschna fehlte über eine Minute auf die siegreiche Mannschaft aus Norwegen, die Ukraine belegte den fünften Rang und verlor die Weltcupwertung knapp um einen Punkt an Deutschland. Bei den Sommerbiathlon-Weltmeisterschaften 2016 in Otepää gewann Pidhruschna Gold im Sprint und mit der Mixedstaffel und im Verfolgungsrennen Silber.
Im Winter 2016/17 erreichte Pidhruschna nur noch in zwei Rennen eine Top-10-Platzierung. Bei den Weltmeisterschaften 2017 in Hochfilzen gewann sie mit der ukrainischen Damenmannschaft Silber im Staffelrennen. An den letzten Weltcups der Saison in Pyeongchang, Kontiolahti und Oslo nahm sie nicht teil. In der folgenden Saison erreichte sie mit einem neunten Platz im Verfolgungsrennen in Östersund ihre beste Saisonplatzierung und ihr einziges Ergebnis in den Top 10. Das Einzelrennen in Ruhpolding im Januar 2018 beendete sie auf der letzten Runde vorzeitig. Sie bestritt den Rest des Winters keine Weltcuprennen mehr und nahm auch nicht an den Olympischen Spielen 2018 in Pyeongchang teil. Bei den Sommerbiathlon-Weltmeisterschaften 2017 in Nové Město na Moravě konnte sie ihren Titel des Vorjahres nicht verteidigen, sie wurde fünfte im Sprint und sechste in der Verfolgung.

## Persönliches
Pidhruschna heiratete 2013 den ukrainischen Politiker Oleksij Kajda. Die Ehe wurde 2016 geschieden. 2021 heiratete sie den ehemaligen ukrainischen Skilangläufer Iwan Bilossjuk und startete in der Folge als Olena Bilossjuk. Die Ehe wurde 2024 geschieden und Pidhruschna nahm wieder ihren Mädchennamen an.

## Trivia
Pidhruschna trug bei Olympischen Spielen zwei Mal die Fahne der Ukraine. Bei den Olympischen Winterspielen 2018 bei der Eröffnungsfeier und 2022 bei der Abschlussfeier.
Olena Pidhruschna ist Linkshänderin, ist aber – wie fast alle Biathleten – keine Linksschützin.

## Wettkampfbilanz

### Olympische Winterspiele
Ergebnisse bei Olympischen Winterspielen:
| Olympische Winterspiele | Olympische Winterspiele | Einzel | Sprint | Verfolgung | Massenstart | Staffel | Mixedstaffel |
| Jahr                    | Ort                     | Einzel | Sprint | Verfolgung | Massenstart | Staffel | Mixedstaffel |
| ----------------------- | ----------------------- | ------ | ------ | ---------- | ----------- | ------- | ------------ |
| 2010                    | Vancouver               | 32.    | 17.    | 20.        | 11.         | 6.      |              |
| 2014                    | Sotschi                 | 8.     | 26.    | 22.        | 7.          | (1.)    | –            |
| 2022                    | Peking                  | –      | –      | –          | –           | 7.      | –            |

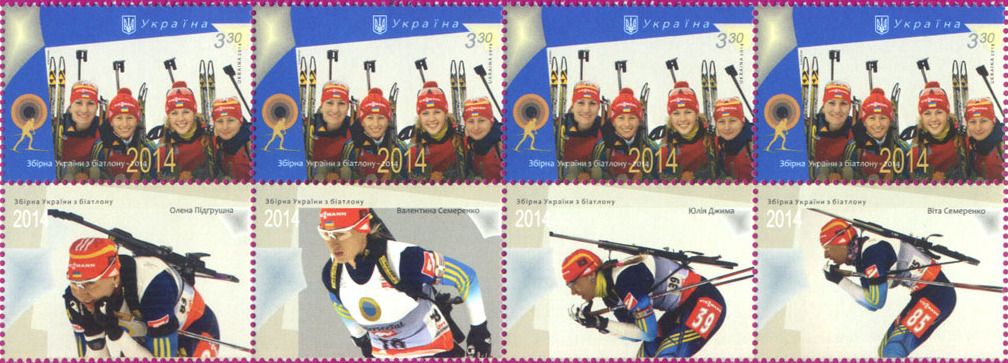
Sondermarke zum Gewinn der Goldmedaille in Sotschi
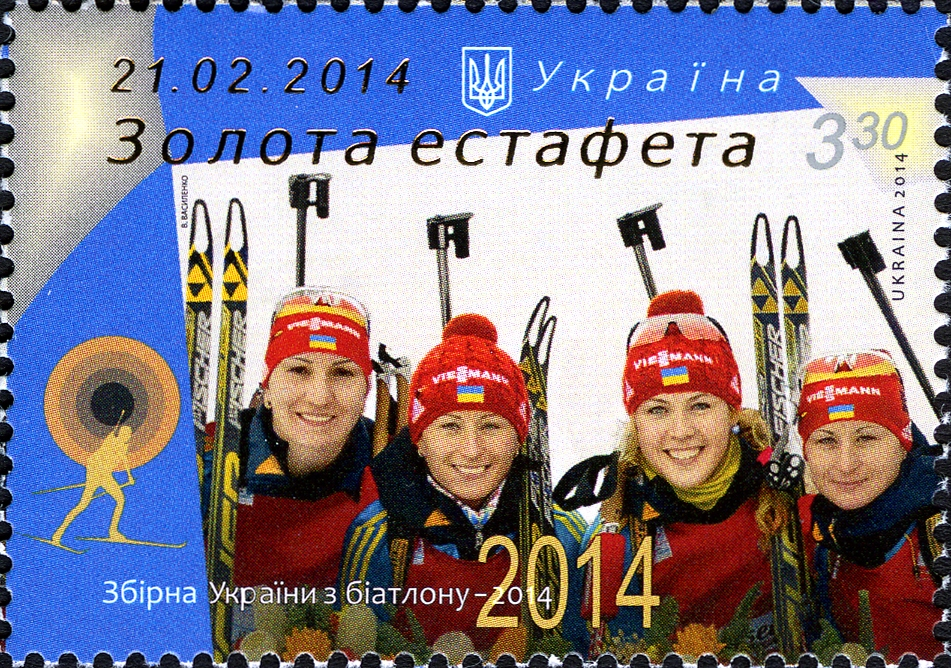
Sondermarke zum Gewinn der Goldmedaille in Sotschi

### Weltmeisterschaften
Ergebnisse bei Biathlon-Weltmeisterschaften:
| Weltmeisterschaften | Weltmeisterschaften | Einzel | Sprint | Verfolgung | Massenstart | Staffel | Mixedstaffel | Single-Mixedstaffel |
| Jahr                | Ort                 | Einzel | Sprint | Verfolgung | Massenstart | Staffel | Mixedstaffel | Single-Mixedstaffel |
| ------------------- | ------------------- | ------ | ------ | ---------- | ----------- | ------- | ------------ | ------------------- |
| 2009                | Pyeongchang         | 16.    | –      | –          | –           | DNF     | –            |                     |
| 2011                | Chanty-Mansijsk     | 24.    | 30.    | 18.        | 23.         | DSQ     | –            |                     |
| 2012                | Ruhpolding          | 14.    | –      | –          | –           | 6.      | –            |                     |
| 2013                | Nové Město          | 11.    | 1.     | 3.         | 11.         | 2.      | –            |                     |
| 2016                | Oslo                | DNF    | 16.    | 5.         | 18.         | 5.      | 4.           |                     |
| 2017                | Hochfilzen          | 10.    | 34.    | DNS        | –           | 2.      | 5.           |                     |
| 2020                | Antholz             | –      | 4.     | 13.        | –           | 3.      | –            | –                   |
| 2021                | Pokljuka            | 43.    | 11.    | 7.         | 12.         | 3.      | 4.           | –                   |
| 2023                | Oberhof             | –      | 43.    | 48.        | –           | 14.     | –            | –                   |

### Weltcupsiege
Alle Siege bei Biathlon-Weltcups, getrennt aufgelistet nach Einzel- und Staffelrennen. Durch Anklicken des Symbols im Tabellenkopf sind die Spalten sortierbar.
| Nr. | Datum        | Ort                       | Disziplin |
| --- | ------------ | ------------------------- | --------- |
| 1.  | 9. Feb. 2013 | Nové Město na Moravě (WM) | Sprint    |
| 2.  | 5. Feb. 2016 | Canmore                   | Sprint    |

| Nr. | Datum         | Ort        | Disziplin |
| --- | ------------- | ---------- | --------- |
| 1.  | 7. Jan. 2009  | Oberhof    | Staffel 1 |
| 2.  | 3. Jan. 2013  | Oberhof    | Staffel 2 |
| 3.  | 7. Dez. 2013  | Hochfilzen | Staffel 2 |
| 4.  | 17. Jan. 2016 | Ruhpolding | Staffel 3 |

## Statistik

### Weltcupplatzierungen
Die Tabelle zeigt alle Platzierungen (je nach Austragungsjahr einschließlich Olympische Spiele und Weltmeisterschaften).
- 1.–3. Platz: Anzahl der Podiumsplatzierungen
- Top 10: Anzahl der Platzierungen unter den ersten zehn (einschließlich Podium)
- Punkteränge: Anzahl der Platzierungen innerhalb der Punkteränge (einschließlich Podium und Top 10)
- Starts: Anzahl gelaufener Rennen in der jeweiligen Disziplin
- Staffel: inklusive Mixed- und Single-Mixed-Staffeln

| Platzierung             | Einzel | Sprint | Verfolgung | Massenstart | Staffel | Gesamt |
| ----------------------- | ------ | ------ | ---------- | ----------- | ------- | ------ |
| 1. Platz                |        | 2      |            |             | 5       | 7      |
| 2. Platz                |        | 1      | 1          |             | 10      | 12     |
| 3. Platz                | 1      | 2      | 1          |             | 4       | 8      |
| Top 10                  | 5      | 17     | 13         | 5           | 44      | 84     |
| Punkteränge             | 26     | 55     | 41         | 25          | 45      | 192    |
| Starts                  | 30     | 76     | 50         | 25          | 48      | 229    |
| Stand: 22. Februar 2020 |        |        |            |             |         |        |

## Einzelbelege
1. ↑  Olena Pidhrushna appointed Deputy Minister of youth and Sports in Ukraine! (Memento des Originals vom 4. April 2016 im Internet Archive)  Info: Der Archivlink wurde automatisch eingesetzt und noch nicht geprüft. Bitte prüfe Original- und Archivlink gemäß Anleitung und entferne dann diesen Hinweis.
2. 1 2  Bericht auf champion.com.ua (ukrainisch) vom 6. Januar 2025, abgerufen am 2. März 2025

| Personendaten    | Personendaten                                                                                             |
| ---------------- | --- |
| NAME             | Pidhruschna, Olena                                                                                        |
| ALTERNATIVNAMEN  | Білосюк, Оле́на Миха́йлівна (ukrainisch); Билосюк, Елена Михайловна (russisch); Bilosjuk, Olena Mychajliwna |
| KURZBESCHREIBUNG | ukrainische Biathletin                                                                                    |
| GEBURTSDATUM     | 9. Januar 1987                                                                                            |
| GEBURTSORT       | Legnica, Polen                                                                                            |